# Divizia B 1947–1948
Divizia B 1947–1948 a fost al nouălea sezon al celui de-al doilea nivel al sistemului de ligi ale fotbalului românesc.

## Formatul
Formatul a fost schimbat de la trei serii la patru serii, fiecare dintre ele având 16 echipe. Câștigătorii seriei trebuiau să promoveze în Divizia A, dar în final doar doi dintre ei au promovat. Sezonul următor (1948–49) formatul urma să fie schimbat din nou, de data aceasta în două serii de 14 echipe, prin urmare în acest sezon au retrogradat toate echipele clasate sub locul 7, în total 36 de echipe (9x4) plus cele mai prost două clasate. pe locul 7.

## Schimbări de echipe
| În Divizia B Promovate din Divizia C Concordia Ploiești BNR București Astra Română Poiana Câmpina PCA Constanța Indagrara Arad Ripensia Timișoara Sanitas Satu Mare CFR Cluj Șoimii Sibiu Doljul Craiova Aninoasa Danubiana Roman Astra Română Moreni CFR Târgoviște FC Baia Mare Franco-Româna Brăila Metalosport Ferdinand Tisa Sighet Sticla Târnăveni ARLUS Bacău 23 August București CFR Iași UF Hunedoara Explosivii Făgăraș CFR Brașov Retrogradate din Divizia A Prahova Ploiești Craiova | Din Divizia B Retrogradate în Divizia C Sparta București Feroemail Ploiești Promovate în Divizia A Unirea Tricolor București Ploiești Dermata Cluj Karres Mediaș |

### Echipe înscrise
CFR Buzău și Dinamo Suceava au fost înscrise direct în divizia a doua.

### Echipe excluse
Victoria Cluj a fost dizolvată la finalul sezonului precedent și a fost exclusă din Divizia B.

### Echipe redenumite
23 August București a fost redenumit Metalochimic București.
IAR Brașov a fost redenumit Tractorul Brașov.
23 August Lugoj a fost redenumit CSM Lugoj.

### Alte echipe
Șoimii Sibiu a fuzionat cu Sportul CFR Sibiu și echipa a fost redenumită Șoimii CFR Sibiu.
Prahova Ploiești și Concordia Ploiești au fuzionat, a doua fiind absorbită de prima, dar Prahova și-a schimbat numele în Concordia Ploiești, denumirea fabricii care a devenit principalul sponsor al echipei.
Sanitas Satu Mare și Olimpia CFR Satu Mare au fuzionat, Sanitas fiind absorbită de Olimpia care a fost redenumită simplu CFR Satu Mare.

## Clasamentele ligii

### Seria I
| Loc | Echipa                    | MJ | V  | E | Î  | GM | GP  | DG  | Pct | Promovare sau retrogradare |
| --- | ------------------------- | -- | -- | - | -- | -- | --- | --- | --- | -------------------------- |
| 1   | Dezrobirea Constanța (C)  | 30 | 19 | 9 | 2  | 74 | 23  | +51 | 47  | Promovare în Divizia A     |
| 2   | Șoimii CFR Sibiu          | 30 | 20 | 4 | 6  | 83 | 30  | +53 | 44  |                            |
| 3   | Socec Lafayette București | 30 | 19 | 3 | 8  | 77 | 44  | +33 | 41  |                            |
| 4   | Grivița CFR București     | 30 | 16 | 4 | 10 | 81 | 41  | +40 | 36  |                            |
| 5   | Sporting Pitești          | 30 | 16 | 0 | 14 | 67 | 49  | +18 | 32  |                            |
| 6   | Arsenal Sibiu             | 30 | 13 | 5 | 12 | 64 | 43  | +21 | 31  |                            |
| 7   | FC Călărași               | 30 | 13 | 5 | 12 | 52 | 53  | −1  | 31  |                            |
| 8   | BNR București (R)         | 30 | 12 | 6 | 12 | 52 | 52  | 0   | 30  | Retrogradare în Divizia C  |
| 9   | CFR Caracal (R)           | 30 | 12 | 5 | 13 | 54 | 46  | +8  | 29  | Retrogradare în Divizia C  |
| 10  | CFR Buzău (R)             | 30 | 11 | 6 | 13 | 49 | 64  | −15 | 28  | Retrogradare în Divizia C  |
| 11  | Craiova (R)               | 30 | 10 | 7 | 13 | 52 | 63  | −11 | 27  | Retrogradare în Divizia C  |
| 12  | CFR Brașov (R)            | 30 | 11 | 5 | 14 | 44 | 57  | −13 | 27  | Retrogradare în Divizia C  |
| 13  | CFR Craiova (R)           | 30 | 11 | 3 | 16 | 51 | 73  | −22 | 25  | Retrogradare în Divizia C  |
| 14  | PCA Constanța (R)         | 30 | 8  | 9 | 13 | 33 | 53  | −20 | 25  | Retrogradare în Divizia C  |
| 15  | Venus București (R)       | 30 | 8  | 3 | 19 | 44 | 102 | −58 | 19  | Retrogradare în Divizia C  |
| 16  | Doljul Craiova (R)        | 30 | 2  | 4 | 24 | 27 | 111 | −84 | 8   | Retrogradare în Divizia C  |

### Seria II
| Loc | Echipa                          | MJ | V  | E  | Î  | GM | GP | DG  | Pct | Promovare sau retrogradare |
| --- | ------------------------------- | -- | -- | -- | -- | -- | -- | --- | --- | -------------------------- |
| 1   | Metalochimic București (C, P)   | 30 | 17 | 6  | 7  | 75 | 44 | +31 | 40  | Promovare în Divizia A     |
| 2   | Concordia Ploiești              | 30 | 18 | 4  | 8  | 81 | 49 | +32 | 40  |                            |
| 3   | Textila Sfântu Gheorghe         | 30 | 17 | 5  | 8  | 82 | 43 | +39 | 39  |                            |
| 4   | Astra Română Moreni             | 30 | 16 | 5  | 9  | 72 | 51 | +21 | 37  |                            |
| 5   | Politehnica Iași                | 30 | 16 | 4  | 10 | 49 | 34 | +15 | 36  |                            |
| 6   | ARLUS Bacău                     | 30 | 12 | 11 | 7  | 47 | 38 | +9  | 35  |                            |
| 7   | Gloria CFR Galați               | 30 | 14 | 6  | 10 | 69 | 49 | +20 | 34  |                            |
| 8   | CFR Târgoviște (R)              | 30 | 13 | 8  | 9  | 46 | 42 | +4  | 34  | Retrogradare în Divizia C  |
| 9   | Textila Buhuși (R)              | 30 | 13 | 7  | 10 | 62 | 47 | +15 | 33  | Retrogradare în Divizia C  |
| 10  | CFR Iași (R)                    | 30 | 14 | 4  | 12 | 44 | 42 | +2  | 32  | Retrogradare în Divizia C  |
| 11  | Danubiana Roman (R)             | 30 | 9  | 6  | 15 | 56 | 76 | −20 | 24  | Retrogradare în Divizia C  |
| 12  | Tractorul Brașov (R)            | 30 | 7  | 9  | 14 | 39 | 63 | −24 | 23  | Retrogradare în Divizia C  |
| 13  | Astra Română Poiana Câmpina (R) | 30 | 9  | 4  | 17 | 39 | 69 | −30 | 22  | Retrogradare în Divizia C  |
| 14  | Franco-Româna Brăila (R)        | 30 | 6  | 9  | 15 | 41 | 74 | −33 | 21  | Retrogradare în Divizia C  |
| 15  | ST București (R)                | 30 | 5  | 6  | 19 | 33 | 78 | −45 | 16  | Retrogradare în Divizia C  |
| 16  | Dinamo Suceava (R)              | 30 | 4  | 6  | 20 | 29 | 65 | −36 | 14  | Retrogradare în Divizia C  |

### Seria III
| Loc | Echipa                       | MJ | V  | E | Î  | GM | GP | DG  | Pct | Promovare sau retrogradare |
| --- | ---------------------------- | -- | -- | - | -- | -- | -- | --- | --- | -------------------------- |
| 1   | Politehnica Timișoara (C, P) | 29 | 22 | 2 | 5  | 71 | 22 | +49 | 46  | Promovare în Divizia A     |
| 2   | CAM Timișoara                | 29 | 16 | 6 | 7  | 58 | 44 | +14 | 38  |                            |
| 3   | Mica Brad                    | 29 | 16 | 4 | 9  | 50 | 30 | +20 | 36  |                            |
| 4   | CFR Turnu Severin            | 29 | 16 | 2 | 11 | 58 | 32 | +26 | 34  |                            |
| 5   | CFR Arad                     | 29 | 15 | 2 | 12 | 55 | 48 | +7  | 32  |                            |
| 6   | Minerul Lupeni               | 29 | 12 | 6 | 11 | 53 | 40 | +13 | 30  |                            |
| 7   | Electrica Timișoara (R)      | 29 | 12 | 5 | 12 | 43 | 44 | −1  | 29  | Retrogradare în Divizia C  |
| 8   | Ripensia Timișoara (R)       | 29 | 12 | 4 | 13 | 44 | 54 | −10 | 28  | Retrogradare în Divizia C  |
| 9   | AMEF Arad (R)                | 29 | 10 | 7 | 12 | 56 | 46 | +10 | 27  | Retrogradare în Divizia C  |
| 10  | UF Hunedoara (R)             | 29 | 13 | 0 | 16 | 49 | 59 | −10 | 26  | Retrogradare în Divizia C  |
| 11  | Indagrara Arad (R)           | 29 | 11 | 4 | 14 | 42 | 44 | −2  | 26  | Retrogradare în Divizia C  |
| 12  | Locomotiva Reșița (R)        | 29 | 8  | 6 | 15 | 45 | 51 | −6  | 22  | Retrogradare în Divizia C  |
| 13  | Metalosport Ferdinand (R)    | 29 | 8  | 4 | 17 | 31 | 56 | −25 | 20  | Retrogradare în Divizia C  |
| 14  | Lugoj (R)                    | 29 | 5  | 8 | 16 | 35 | 97 | −62 | 18  | Retrogradare în Divizia C  |
| 15  | Gloria Arad (R)              | 29 | 6  | 3 | 20 | 30 | 71 | −41 | 15  | Retrogradare în Divizia C  |
| 16  | Sparta Arad (E)              | 15 | 9  | 5 | 1  | 43 | 25 | +18 | 23  | Cluburi dizolvate          |

### Seria IV
| Loc | Echipa                  | MJ | V  | E | Î  | GM | GP | DG  | Pct | Promovare sau retrogradare |
| --- | ----------------------- | -- | -- | - | -- | -- | -- | --- | --- | -------------------------- |
| 1   | Phoenix Baia Mare (C)   | 28 | 19 | 4 | 5  | 64 | 32 | +32 | 42  | Promovare în Divizia A     |
| 2   | IS Câmpia Turzii        | 28 | 16 | 3 | 9  | 56 | 34 | +22 | 35  |                            |
| 3   | Crișana CFR Oradea      | 28 | 15 | 3 | 10 | 55 | 41 | +14 | 33  |                            |
| 4   | Solvay Uioara           | 28 | 12 | 7 | 9  | 54 | 52 | +2  | 31  |                            |
| 5   | CFR Satu Mare           | 28 | 12 | 6 | 10 | 56 | 41 | +15 | 30  |                            |
| 6   | Șurianul Sebeș          | 28 | 13 | 4 | 11 | 50 | 44 | +6  | 30  |                            |
| 7   | Stăruința Satu Mare (R) | 28 | 12 | 6 | 10 | 55 | 45 | +10 | 30  | Retrogradare în Divizia C  |
| 8   | Sticla Târnăveni (R)    | 28 | 13 | 4 | 11 | 47 | 47 | 0   | 30  | Retrogradare în Divizia C  |
| 9   | CFR Simeria (R)         | 28 | 12 | 4 | 12 | 59 | 55 | +4  | 28  | Retrogradare în Divizia C  |
| 10  | FC Baia Mare (R)        | 28 | 10 | 4 | 14 | 44 | 61 | −17 | 24  | Retrogradare în Divizia C  |
| 11  | CFR Turda (R)           | 28 | 8  | 6 | 14 | 59 | 59 | 0   | 22  | Retrogradare în Divizia C  |
| 12  | Explosivii Făgăraș (R)  | 28 | 8  | 5 | 15 | 51 | 73 | −22 | 21  | Retrogradare în Divizia C  |
| 13  | Tisa Sighet (R)         | 28 | 7  | 4 | 17 | 43 | 89 | −46 | 18  | Retrogradare în Divizia C  |
| 14  | CFR Târgu Mureș (R)     | 28 | 6  | 4 | 18 | 39 | 74 | −35 | 16  | Retrogradare în Divizia C  |
| 15  | CA Cluj                 | 15 | 10 | 0 | 5  | 40 | 28 | +12 | 20  | Cluburi dizolvate          |
| 16  | Aninoasa (E)            | 15 | 4  | 4 | 7  | 27 | 24 | +3  | 12  | Cluburi dizolvate          |

Notă: Chiar dacă a terminat pe locul 2 turul, CFR Cluj împreună cu CS Aninoasa, au fost dizolvate în pauza de iarnă.